# Ours (Film)
Ours (deutscher Titel Bär, englischer Festivaltitel Bear) ist ein schweizerischer dokumentarischer Kurzfilm unter der Regie von Morgane Frund aus dem Jahr 2022. Der Film feierte seine Weltpremiere im November 2022 bei den Internationalen Kurzfilmtagen in Winterthur. Ab dem 19. Februar 2023 wurde er auf der Berlinale in der Sektion Berlinale Shorts gezeigt.

## Handlung
Ein Amateurfilmer filmt seit Jahren Bären. Eine Filmstudentin erklärt sich bereit, den Schnitt zu übernehmen. Doch es stellt sich beim Sichten des Materials heraus, dass nicht nur Bären gefilmt wurden. Die Macht des voyeuristischen Blicks wird zum Thema einer Auseinandersetzung.

## Produktion

### Filmstab

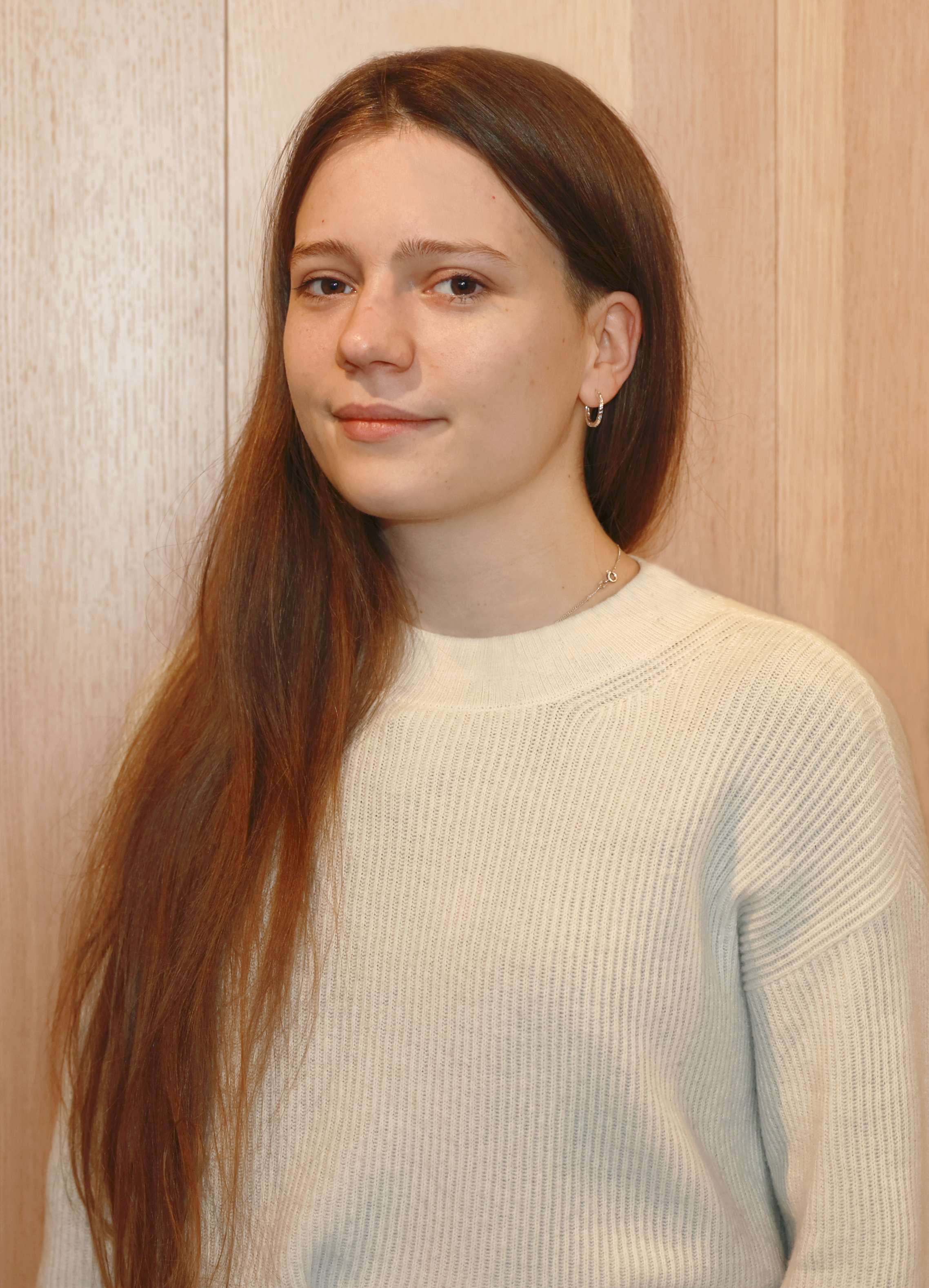
Regisseurin Morgane Frund, 2023

Regie führte Morgane Frund, von der auch das Drehbuch stammt. Die Kameraführung lag in den Händen von Samuel Röösli, die Musik komponierte Peter Leipold, und für den Filmschnitt war Selin Dettwiler verantwortlich.

### Produktion und Förderungen
Produziert wurde der Film vom Studienbereich Video Hochschule Luzern, Design & Kunst. Die Rechte für den weltweiten Vertrieb liegen ebenfalls bei der Hochschule Luzern.

### Dreharbeiten und Veröffentlichung
Der Film feierte seine Weltpremiere im November 2022 bei den Internationalen Kurzfilmtagen in Winterthur. Ab dem 19. Februar 2023 wurde er auf der Berlinale in der Sektion Berlinale Shorts gezeigt.

## Auszeichnungen und Nominierungen
- 2022: 76. Internationale Kurzfilmtage Winterthur, Award for the Best Film in the Programme Sparks II 2022 (Gewinner)[4]
- 2023: Solothurner Filmtage: Nachwuchspreis Talents (Nomination)[5]
- 2023: Internationale Filmfestspiele Berlin: Bester Kurzfilm (Nomination)[1]
- 2023: Schweizer Filmpreis: Bester Abschlussfilm (Gewinner)[6]
- 2024: Academy Awards (Oscars): Best Short Dokumentary (shortlisted)[7]